# Sen Phương
Sen Phương là một xã thuộc huyện Phúc Thọ, thành phố Hà Nội, Việt Nam.
Tên của xã được ghép từ tên của hai xã cũ là Sen Chiểu và Phương Độ.

## Địa lý
Xã Sen Phương nằm ở phía tây bắc huyện Phúc Thọ, có vị trí địa lý:
- Phía đông giáp xã Võng Xuyên và xã Xuân Đình
- Phía tây giáp thị xã Sơn Tây
- Phía nam giáp xã Thọ Lộc
- Phía bắc giáp tỉnh Vĩnh Phúc với ranh giới là sông Hồng.

Xã Sen Phương có diện tích 7,89 km², dân số năm 2019 là 11.752 người, mật độ dân số đạt 1.489 người/km².

## Lịch sử
Địa bàn xã Sen Phương hiện nay trước đây vốn là hai xã Phương Độ và Sen Chiểu thuộc huyện Phúc Thọ.
Đến năm 2019, xã Sen Chiểu có diện tích 5,55 km², dân số là 10.042 người, mật độ dân số đạt 1.809 người/km². Xã Phương Độ có diện tích 2,34 km², dân số là 1.710 người, mật độ dân số đạt 731 người/km².
Ngày 11 tháng 2 năm 2020, Ủy ban Thường vụ Quốc hội ban hành Nghị quyết số 895/NQ-UBTVQH14 về việc sắp xếp các đơn vị hành chính cấp xã thuộc thành phố Hà Nội (nghị quyết có hiệu lực từ ngày 1 tháng 3 năm 2020). Theo đó, sáp nhập toàn bộ diện tích và dân số của hai xã Phương Độ và Sen Chiểu thành xã Sen Phương.

## Đặc sản
- Rau muống tiến Vua - một trong 4 đặc sản tiến vua của đất Sơn Tây xưa đang dần hình thành nên làng nghề sản xuất rau trên địa bàn xã mặc dù còn gặp nhiều khó khăn.
- Bún đậu Linh Chiểu nổi tiếng với những sợi bún và bìa đậu trắng muốt.